# Miniopterus robustior
Miniopterus robustior (Revilliod, 1914) è un pipistrello della famiglia dei Miniotteridi endemico delle Isole della Lealtà.

## Descrizione

### Dimensioni
Pipistrello di piccole dimensioni, con la lunghezza della testa e del corpo tra 43 e 49 mm, la lunghezza dell'avambraccio tra 39 e 41,2 mm, la lunghezza della coda tra 37,5 e 46 mm, la lunghezza del piede tra 7,8 e 9 mm e la lunghezza delle orecchie tra 11,5 e 13 mm.

### Aspetto
Le parti dorsali sono marroni, mentre le parti ventrali sono leggermente più chiare. La fronte è molto alta e bombata, il muso è stretto e con le narici molto piccole. Le orecchie sono corte, triangolari, ben separate tra loro e con l'estremità arrotondata. Il trago è lungo, con i bordi paralleli e l'estremità arrotondata e leggermente curvata in avanti. Le ali sono attaccate posteriormente sulle caviglie. La lunga coda è inclusa completamente nell'ampio uropatagio. Il calcar è lungo e privo di carenatura.

## Biologia

### Comportamento
Si rifugia in gruppi di 1.000-1.500 individui all'interno di grotte.

### Alimentazione
si nutre di insetti volanti.

### Riproduzione
Una femmina gravida è stata catturata in ottobre.

## Distribuzione e habitat
Questa specie è conosciuta soltanto a Lifou e Maré, nelle Isole della Lealtà, ad est della Nuova Caledonia.

## Conservazione
La IUCN Red List, considerato l'areale limitato e seriamente frammentato e il declino nell'estensione e nella qualità del proprio habitat, classifica M.robustior come specie in pericolo di estinzione (Endangered).